# Campeonato Paulista de Futebol de 2023 - Segunda Divisão
A Segunda Divisão do Campeonato Paulista de 2023 foi a quadragésima oitava edição desta competição de futebol, equivalente ao quarto escalão do estado e organizada pela Federação Paulista de Futebol (FPF).
A competição foi composta de seis fases e disputada por 36 equipes entre os dias 21 de abril e 30 de setembro.
A FPF decidiu pelo Conselho Técnico a criação de uma nova divisão. Esta nova divisão será correspondente à quarta divisão do escalão paulista, e a atual Segunda Divisão seria o quinto escalão a partir de 2024. Esta nova divisão será composta pelos 14 melhores clubes que se classificarem para a nova Terceira Fase da Competição, além dos dois clubes rebaixados da Série A3 de 2023. O campeão e o vice-campeão desta competição serão promovidos para a Série A3 de 2024.

## Regulamento
Os 36 clubes serão divididos na Primeira Fase em 6 grupos com 6 times cada, onde jogarão entre si, em seus respectivos grupos, em jogos de turno e returno, totalizando 10 jogos, classificando os 4 melhores colocados de cada grupo para a Segunda Fase.
Na Segunda Fase, os 24 clubes classificados irão ser divididos em 6 grupos com 4 times cada um, onde jogarão entre si em seus respectivos grupos, em jogos de turno e returno, totalizando 6 jogos, classificando os 2 melhores colocados de cada grupo, além dos 4 melhores terceiros colocados, observando o Índice Técnico desses clubes, para a Terceira Fase.
Na Terceira Fase, os 16 clubes classificados da fase anterior irão ser separados em 4 grupos com 4 clubes cada um, onde jogarão entre si, em seus respectivos grupos, em jogos de turno e returno, classificando-se os 2 melhores colocados de cada grupo para as Fases Finais.
Nas Fases Finais, será adotado um sistema de mata-mata, onde os clubes farão seus confrontos nas suas chaves, em jogos de turno e returno, classificando-se até a Final, onde farão jogos de turno e returno, e, portanto, serão conhecidos o Campeão e o Vice-campeão da Competição.
Ao final da competição, o Campeão e o Vice-campeão terão acesso para a Série A3 de 2024, enquanto os clubes restantes que se classificaram para a Terceira Fase na competição, terão acesso à nova divisão, que irá ser realizada a partir do ano que vem.

### Critérios de desempate
Em caso de empate no número de pontos ganhos entre dois ou mais clubes ao final da Primeira Fase, serão aplicados os seguintes critérios:
1. Maior número de vitórias;
2. Maior saldo de gols;
3. Maior número de gols marcados;
4. Menor número de cartões vermelhos recebidos;
5. Menor número de cartões amarelos recebidos;
6. Sorteio público na sede da FPF.

- No caso de empate na Segunda ou na Terceira Fase, serão aplicados os critérios até a alínea "3", e na persistência da igualdade, será considerado o clube que tiver feito a melhor campanha em todas as fases disputadas.

- No caso de empate nas Fases Finais, serão aplicados os critérios até a alínea "2", e na persistência da igualdade, será realizada uma disputa de pênaltis para decidir a partida.[5]

## Equipes participantes
Os 36 clubes participantes desta edição são:
| Equipe             | Cidade                  | Participações | Títulos         | Ref.  |
| ------------------ | ----------------------- | ------------- | --------------- | ----- |
| América-SP         | São José do Rio Preto   | 8             | —               | [ 6 ] |
| Amparo             | Amparo                  | 10            | —               | [ 6 ] |
| Atlético Mogi      | Mogi das Cruzes         | 15            | —               | [ 6 ] |
| Barcelona          | São Paulo               | 12            | —               | [ 6 ] |
| Batatais           | Batatais                | 16            | —               | [ 6 ] |
| Catanduva          | Catanduva               | 4             | —               | [ 6 ] |
| Colorado Caieiras  | Caieiras                | 2             | —               | [ 6 ] |
| ECUS               | Suzano                  | 14            | —               | [ 6 ] |
| Fernandópolis      | Fernandópolis           | 27            | 2 (1979 e 1994) | [ 6 ] |
| Flamengo-SP        | Guarulhos               | 6             | 1 (2000)        | [ 6 ] |
| Francana           | Franca                  | 5             | —               | [ 6 ] |
| Guarulhos          | Guarulhos               | 31            | —               | [ 6 ] |
| Independente-SP    | Limeira                 | 13            | 2 (1999 e 2011) | [ 6 ] |
| Inter de Bebedouro | Bebedouro               | 16            | —               | [ 6 ] |
| Jabaquara          | Santos                  | 26            | —               | [ 6 ] |
| Joseense           | São José dos Campos     | 11            | —               | [ 6 ] |
| Manthiqueira       | Guaratinguetá           | 11            | 1 (2017)        | [ 6 ] |
| Mauá               | Mauá                    | 5             | —               | [ 6 ] |
| Mauaense           | Mauá                    | 22            | 1 (2003)        | [ 6 ] |
| Mogi Mirim         | Mogi Mirim              | 3             | —               | [ 6 ] |
| Nacional-SP        | São Paulo               | 6             | 1 (2014)        | [ 6 ] |
| Paulista           | Jundiaí                 | 4             | 1 (2019)        | [ 6 ] |
| Penapolense        | Penápolis               | 4             | —               | [ 6 ] |
| Rio Branco-SP      | Americana               | 4             | —               | [ 6 ] |
| Santacruzense      | Santa Cruz do Rio Pardo | 8             | —               | [ 6 ] |
| Sãocarlense        | São Carlos              | 5             | —               | [ 6 ] |
| São Carlos         | São Carlos              | 4             | 2 (2005 e 2015) | [ 6 ] |
| Ska Brasil         | Santana de Parnaíba     | 10            | —               | [ 6 ] |
| Tanabi             | Tanabi                  | 16            | —               | [ 6 ] |
| Taquaritinga       | Taquaritinga            | 12            | 1 (1997)        | [ 6 ] |
| Tupã               | Tupã                    | 23            | —               | [ 6 ] |
| União Barbarense   | Santa Bárbara d'Oeste   | 3             | —               | [ 6 ] |
| União Mogi         | Mogi das Cruzes         | 16            | 1 (2006)        | [ 6 ] |
| União São João     | Araras                  | 2             | —               | [ 6 ] |
| VOCEM              | Assis                   | 10            | —               | [ 6 ] |
| XV de Jaú          | Jaú                     | 8             | —               | [ 6 ] |

## Primeira fase
A primeira fase terá início a partir do dia 21 de abril.

### Grupo 1
- A Santacruzense desistiu de disputar a competição a duas rodadas do fim[8]

### Grupo 6
- O ECUS perdeu 6 pontos por jogar a partida contra o Mauaense (3-1) com jogadores sem registro na FPF e, na última rodada, foi suspenso devido ao não pagamento de multas decorrentes de irregularidades cometidas no decorrer da competição.[9][10]

## Segunda fase
Os clubes que se classificarem para a Terceira Fase, irão ter direito a vaga à nova divisão, que será realizada a partir do ano que vem, com exceção do Campeão e do Vice-Campeão.

## Terceira fase
Mesmo se os clubes forem eliminados nessa fase, eles terão vaga garantida para a nova divisão, em 2024.

## Fases finais
Em itálico, os clubes mandantes no jogo da volta por terem a melhor campanha. Em negrito, os classificados.
| Promovidos para a Série A3 de 2024 |

|  | Quartas de final             | Quartas de final             | Quartas de final             | Quartas de final             |   |              | Semifinais         | Semifinais         | Semifinais         | Semifinais         |  |                | Final               | Final               | Final               | Final               |  |  |
|  | 26 de agosto a 2 de setembro | 26 de agosto a 2 de setembro | 26 de agosto a 2 de setembro | 26 de agosto a 2 de setembro |   |              | 9 e 16 de setembro | 9 e 16 de setembro | 9 e 16 de setembro | 9 e 16 de setembro |  |                | 23 e 30 de setembro | 23 e 30 de setembro | 23 e 30 de setembro | 23 e 30 de setembro |  |  |
|  |                              |                              |                              |                              |   |              |                    |                    |                    |                    |  |                |                     |                     |                     |                     |  |  |
|  | Sãocarlense                  | 1                            | 3                            | 4                            |   |              |                    |                    |                    |                    |  |                |                     |                     |                     |                     |  |  |
|  | União Barbarense             | 0                            | 0                            | 0                            |   |              |                    |                    |                    |                    |  |                |                     |                     |                     |                     |  |  |
|  | União Barbarense             | 0                            | 0                            | 0                            |   | Sãocarlense  | 1                  | 2                  | 3                  |                    |  |                |                     |                     |                     |                     |  |  |
|  |                              |                              |                              |                              |   | Sãocarlense  | 1                  | 2                  | 3                  |                    |  |                |                     |                     |                     |                     |  |  |
|  |                              | União São João               | 3                            | 1                            | 4 |              |                    |                    |                    |                    |  |                |                     |                     |                     |                     |  |  |
|  | União São João               | União São João               | 3                            | 1                            | 4 | 0            | 3                  | 3                  |                    |                    |  |                |                     |                     |                     |                     |  |  |
|  | União São João               |                              |                              |                              |   | 0            | 3                  | 3                  |                    |                    |  |                |                     |                     |                     |                     |  |  |
|  | Nacional-SP                  | 0                            | 1                            | 1                            |   |              |                    |                    |                    |                    |  |                |                     |                     |                     |                     |  |  |
|  | Nacional-SP                  | 0                            | 1                            | 1                            |   |              |                    |                    |                    |                    |  | União São João | 0                   | 2                   | 2                   |                     |  |  |
|  |                              |                              |                              |                              |   |              |                    |                    |                    |                    |  | União São João | 0                   | 2                   | 2                   |                     |  |  |
|  |                              | Catanduva                    | 0                            | 0                            | 0 |              |                    |                    |                    |                    |  |                |                     |                     |                     |                     |  |  |
|  | Taquaritinga                 | Catanduva                    | 0                            | 0                            | 0 | 0            | 0                  | 0 (4)              |                    |                    |  |                |                     |                     |                     |                     |  |  |
|  | Taquaritinga                 |                              |                              |                              |   | 0            | 0                  | 0 (4)              |                    |                    |  |                |                     |                     |                     |                     |  |  |
|  | Rio Branco-SP                | 0                            | 0                            | 0 (1)                        |   |              |                    |                    |                    |                    |  |                |                     |                     |                     |                     |  |  |
|  | Rio Branco-SP                | 0                            | 0                            | 0 (1)                        |   | Taquaritinga | 1                  | 1                  | 2                  |                    |  |                |                     |                     |                     |                     |  |  |
|  |                              |                              |                              |                              |   | Taquaritinga | 1                  | 1                  | 2                  |                    |  |                |                     |                     |                     |                     |  |  |
|  |                              | Catanduva                    | 0                            | 3                            | 3 |              |                    |                    |                    |                    |  |                |                     |                     |                     |                     |  |  |
|  | Catanduva                    | Catanduva                    | 0                            | 3                            | 3 | 1            | 4                  | 5                  |                    |                    |  |                |                     |                     |                     |                     |  |  |
|  | Catanduva                    |                              |                              |                              |   | 1            | 4                  | 5                  |                    |                    |  |                |                     |                     |                     |                     |  |  |
|  | Francana                     | 1                            | 0                            | 1                            |   |              |                    |                    |                    |                    |  |                |                     |                     |                     |                     |  |  |

## Premiação
| Campeonato Paulista de 2023 - Segunda Divisão |
| --------------------------------------------- |
| União São João Campeão (1.° título)           |

## Estatísticas

### Artilharia
Atualizado em 02 de outubro de 2023[carece de fontes?]
| Pos. | Jogador          | Equipe             | Gols |
| ---- | ---------------- | ------------------ | ---- |
| 1    | Marcus Vinicius  | Ska Brasil         | 14   |
| 2    | Coutinho         | América-SP         | 10   |
| 2    | Toninho          | União São João     | 10   |
| 3    | Cristhyan Noto   | Inter de Bebedouro | 9    |
| 4    | Gabriel Moyses   | Taquaritinga       | 8    |
| 4    | Matheus Lima     | Manthiqueira       | 8    |
| 4    | Matheus Vinicius | Francana           | 8    |

### Hat-tricks
| Jogador        | Para               | Contra     | Resultado | Data        | Ref.                |
| -------------- | ------------------ | ---------- | --------- | ----------- | ------------------- |
| Cristhyan Noto | Inter de Bebedouro | Catanduva  | 4–3 (V)   | 22 de abril | [carece de fontes?] |
| Matheus Lima   | Manthiqueira       | União Mogi | 2–4 (V)   | 24 de junho | [carece de fontes?] |
| José Fernando  | Independente-SP    | São Carlos | 4–0 (V)   | 24 de junho | [carece de fontes?] |

### Público
Maiores públicos
Estes são os dez maiores públicos pagantes do campeonato, sem considerar as partidas com portões fechados: 
| Nº | Público | Mandante         | Placar | Visitante      | Estádio                   | Data           | Fase      | Ref.   |
| -- | ------- | ---------------- | ------ | -------------- | ------------------------- | -------------- | --------- | ------ |
| 1  | 7 566   | União São João   | 2–0    | Catanduva      | Herminião                 | 30 de setembro | Final     | [ 12 ] |
| 2  | 5 518   | Taquaritinga     | 1–3    | Catanduva      | Taquarão                  | 16 de setembro | Semifinal | [ 13 ] |
| 3  | 4 408   | Catanduva        | 0–1    | Taquaritinga   | Silvio Salles             | 9 de setembro  | Semifinal | [ 14 ] |
| 4  | 4 284   | Catanduva        | 4–0    | Francana       | Silvio Salles             | 2 de setembro  | Quartas   | [ 15 ] |
| 5  | 3 049   | Catanduva        | 0–0    | União São João | Silvio Salles             | 23 de setembro | Final     | [ 16 ] |
| 6  | 2 726   | União São João   | 3–1    | Sãocarlense    | Herminião                 | 9 de setembro  | Semifinal | [ 17 ] |
| 7  | 2 207   | Taquaritinga     | 0–0    | Rio Branco-SP  | Taquarão                  | 2 de setembro  | Quartas   | [ 18 ] |
| 8  | 2 063   | Sãocarlense      | 2–1    | União São João | O Luisão                  | 16 de setembro | Semifinal | [ 19 ] |
| 9  | 1 889   | União São João   | 3–1    | Nacional-SP    | Herminião                 | 2 de setembro  | Quartas   | [ 20 ] |
| 10 | 1 816   | União Barbarense | 0–0    | Rio Branco-SP  | Antônio Lins R. Guimarães | 29 de abril    | 1ª Fase   | [ 21 ] |

Menores públicos
Estes são os dez menores públicos pagantes do campeonato, sem considerar as partidas com portões fechados: 
| Nº | Público | Mandante        | Placar | Visitante      | Estádio            | Data         | Rodada  | Ref.   |
| -- | ------- | --------------- | ------ | -------------- | ------------------ | ------------ | ------- | ------ |
| 1  | 6       | Santacruzense   | 0–2    | Fernandópolis  | Tonicão            | 23 de maio   | 1ª Fase | [ 22 ] |
| 2  | 11      | Joseense        | 0–1    | União São João | Martins Pereira    | 16 de agosto | 3ª Fase | [ 23 ] |
| 3  | 12      | Joseense        | 0–0    | Penapolense    | Martins Pereira    | 19 de julho  | 2ª Fase | [ 24 ] |
| 4  | 13      | Joseense        | 0–1    | XV de Jaú      | Martins Pereira    | 30 de julho  | 3ª Fase | [ 25 ] |
| 5  | 14      | Joseense        | 1–0    | Amparo         | Martins Pereira    | 16 de julho  | 2ª Fase | [ 26 ] |
| 6  | 16      | Independente-SP | 1–2    | Ska Brasil     | Pradão             | 16 de agosto | 3ª Fase | [ 27 ] |
| 7  | 17      | Joseense        | 0–1    | Nacional-SP    | Martins Pereira    | 6 de agosto  | 3ª Fase | [ 28 ] |
| 8  | 18      | Santacruzense   | 0–2    | Penapolense    | Tonicão            | 9 de maio    | 1ª Fase | [ 29 ] |
| 8  | 18      | Mogi Mirim      | 0–2    | Sãocarlense    | José Araújo Cintra | 22 de maio   | 1ª Fase | [ 30 ] |
| 10 | 20      | Joseense        | 1–0    | Atlético Mogi  | Martins Pereira    | 13 de maio   | 1ª Fase | [ 31 ] |

## Classificação geral
| Classificação final                                                      | Classificação final                         | Classificação final                         | Classificação final                         | Classificação final                         | Classificação final                         | Classificação final                         | Classificação final                         | Classificação final                         | Classificação final                         | Classificação final                         | Classificação final |
| Pos.                                                                     | Equipes                                     | P                                           | J                                           | V                                           | E                                           | D                                           | GP                                          | GC                                          | SG                                          |                                             |                     |
| Campeão e promovido para a Série A3 de 2024                              | Campeão e promovido para a Série A3 de 2024 | Campeão e promovido para a Série A3 de 2024 | Campeão e promovido para a Série A3 de 2024 | Campeão e promovido para a Série A3 de 2024 | Campeão e promovido para a Série A3 de 2024 | Campeão e promovido para a Série A3 de 2024 | Campeão e promovido para a Série A3 de 2024 | Campeão e promovido para a Série A3 de 2024 | Campeão e promovido para a Série A3 de 2024 | Campeão e promovido para a Série A3 de 2024 |                     |
| ------------------------------------------------------------------------ | ------------------------------------------- | ------------------------------------------- | ------------------------------------------- | ------------------------------------------- | ------------------------------------------- | ------------------------------------------- | ------------------------------------------- | ------------------------------------------- | ------------------------------------------- | ------------------------------------------- | ------------------- |
| 1                                                                        | União São João                              | 50                                          | 28                                          | 13                                          | 11                                          | 4                                           | 36                                          | 20                                          | +16                                         |                                             |                     |
| Vice-campeão e promovido para a Série A3 de 2024                         |                                             |                                             |                                             |                                             |                                             |                                             |                                             |                                             |                                             |                                             |                     |
| 2                                                                        | Catanduva                                   | 46                                          | 28                                          | 12                                          | 10                                          | 6                                           | 36                                          | 23                                          | +13                                         |                                             |                     |
| Eliminados nas semifinais e classificados para a Série A4 de 2024        |                                             |                                             |                                             |                                             |                                             |                                             |                                             |                                             |                                             |                                             |                     |
| 3                                                                        | Taquaritinga                                | 50                                          | 26                                          | 14                                          | 8                                           | 4                                           | 37                                          | 20                                          | +17                                         |                                             |                     |
| 4                                                                        | Sãocarlense                                 | 48                                          | 26                                          | 14                                          | 6                                           | 6                                           | 33                                          | 17                                          | +16                                         |                                             |                     |
| Eliminados nas quartas de finais e classificados para a Série A4 de 2024 |                                             |                                             |                                             |                                             |                                             |                                             |                                             |                                             |                                             |                                             |                     |
| 5                                                                        | Francana                                    | 38                                          | 24                                          | 10                                          | 8                                           | 6                                           | 31                                          | 27                                          | +4                                          |                                             |                     |
| 6                                                                        | Nacional-SP                                 | 38                                          | 24                                          | 10                                          | 8                                           | 6                                           | 24                                          | 20                                          | +4                                          |                                             |                     |
| 7                                                                        | União Barbarense                            | 35                                          | 24                                          | 9                                           | 8                                           | 7                                           | 17                                          | 17                                          | 0                                           |                                             |                     |
| 8                                                                        | Rio Branco-SP                               | 33                                          | 24                                          | 7                                           | 12                                          | 5                                           | 32                                          | 26                                          | +6                                          |                                             |                     |
| Eliminados na terceira fase e classificados para a Série A4 de 2024      |                                             |                                             |                                             |                                             |                                             |                                             |                                             |                                             |                                             |                                             |                     |
| 9                                                                        | XV de Jaú                                   | 45                                          | 22                                          | 14                                          | 3                                           | 5                                           | 36                                          | 14                                          | +22                                         |                                             |                     |
| 10                                                                       | Ska Brasil                                  | 43                                          | 22                                          | 12                                          | 7                                           | 3                                           | 42                                          | 12                                          | +30                                         |                                             |                     |
| 11                                                                       | Penapolense                                 | 43                                          | 22                                          | 12                                          | 7                                           | 3                                           | 39                                          | 12                                          | +27                                         |                                             |                     |
| 12                                                                       | VOCEM                                       | 42                                          | 22                                          | 11                                          | 9                                           | 2                                           | 35                                          | 16                                          | +19                                         |                                             |                     |
| 13                                                                       | Jabaquara                                   | 32                                          | 22                                          | 9                                           | 5                                           | 8                                           | 26                                          | 23                                          | +3                                          |                                             |                     |
| 14                                                                       | América-SP                                  | 30                                          | 22                                          | 7                                           | 9                                           | 6                                           | 25                                          | 23                                          | +2                                          |                                             |                     |
| 15                                                                       | Joseense                                    | 28                                          | 22                                          | 6                                           | 10                                          | 6                                           | 19                                          | 19                                          | 0                                           |                                             |                     |
| 16                                                                       | Independente-SP                             | 24                                          | 22                                          | 7                                           | 3                                           | 12                                          | 22                                          | 29                                          | −7                                          |                                             |                     |

| Classificação final                                                     | Classificação final                                                    | Classificação final                                                    | Classificação final                                                    | Classificação final                                                    | Classificação final                                                    | Classificação final                                                    | Classificação final                                                    | Classificação final                                                    | Classificação final                                                    | Classificação final                                                    | Classificação final |
| Pos.                                                                    | Equipes                                                                | P                                                                      | J                                                                      | V                                                                      | E                                                                      | D                                                                      | GP                                                                     | GC                                                                     | SG                                                                     |                                                                        |                     |
| Eliminados na segunda fase e rebaixados para a Segunda Divisão de 2024  | Eliminados na segunda fase e rebaixados para a Segunda Divisão de 2024 | Eliminados na segunda fase e rebaixados para a Segunda Divisão de 2024 | Eliminados na segunda fase e rebaixados para a Segunda Divisão de 2024 | Eliminados na segunda fase e rebaixados para a Segunda Divisão de 2024 | Eliminados na segunda fase e rebaixados para a Segunda Divisão de 2024 | Eliminados na segunda fase e rebaixados para a Segunda Divisão de 2024 | Eliminados na segunda fase e rebaixados para a Segunda Divisão de 2024 | Eliminados na segunda fase e rebaixados para a Segunda Divisão de 2024 | Eliminados na segunda fase e rebaixados para a Segunda Divisão de 2024 | Eliminados na segunda fase e rebaixados para a Segunda Divisão de 2024 |                     |
| ----------------------------------------------------------------------- | ---------------------------------------------------------------------- | ---------------------------------------------------------------------- | ---------------------------------------------------------------------- | ---------------------------------------------------------------------- | ---------------------------------------------------------------------- | ---------------------------------------------------------------------- | ---------------------------------------------------------------------- | ---------------------------------------------------------------------- | ---------------------------------------------------------------------- | ---------------------------------------------------------------------- | ------------------- |
| 17                                                                      | Flamengo-SP                                                            | 22                                                                     | 16                                                                     | 6                                                                      | 4                                                                      | 6                                                                      | 19                                                                     | 16                                                                     | +3                                                                     |                                                                        |                     |
| 18                                                                      | Amparo                                                                 | 19                                                                     | 16                                                                     | 6                                                                      | 1                                                                      | 9                                                                      | 18                                                                     | 27                                                                     | -9                                                                     |                                                                        |                     |
| 19                                                                      | Tanabi                                                                 | 19                                                                     | 16                                                                     | 5                                                                      | 4                                                                      | 7                                                                      | 16                                                                     | 19                                                                     | -3                                                                     |                                                                        |                     |
| 20                                                                      | Mauá                                                                   | 19                                                                     | 16                                                                     | 4                                                                      | 7                                                                      | 5                                                                      | 24                                                                     | 16                                                                     | +8                                                                     |                                                                        |                     |
| 21                                                                      | Mauaense                                                               | 18                                                                     | 16                                                                     | 4                                                                      | 6                                                                      | 6                                                                      | 18                                                                     | 21                                                                     | -3                                                                     |                                                                        |                     |
| 22                                                                      | Fernandópolis                                                          | 16                                                                     | 16                                                                     | 5                                                                      | 1                                                                      | 10                                                                     | 17                                                                     | 30                                                                     | -13                                                                    |                                                                        |                     |
| 23                                                                      | Manthiqueira                                                           | 16                                                                     | 16                                                                     | 5                                                                      | 1                                                                      | 10                                                                     | 12                                                                     | 27                                                                     | -15                                                                    |                                                                        |                     |
| 24                                                                      | Guarulhos                                                              | 18                                                                     | 16                                                                     | 4                                                                      | 4                                                                      | 8                                                                      | 10                                                                     | 30                                                                     | -20                                                                    |                                                                        |                     |
| Eliminados na primeira fase e rebaixados para a Segunda Divisão de 2024 |                                                                        |                                                                        |                                                                        |                                                                        |                                                                        |                                                                        |                                                                        |                                                                        |                                                                        |                                                                        |                     |
| 25                                                                      | Barcelona                                                              | 13                                                                     | 10                                                                     | 3                                                                      | 4                                                                      | 3                                                                      | 5                                                                      | 6                                                                      | -1                                                                     |                                                                        |                     |
| 26                                                                      | Atlético Mogi                                                          | 10                                                                     | 10                                                                     | 3                                                                      | 1                                                                      | 6                                                                      | 8                                                                      | 14                                                                     | -6                                                                     |                                                                        |                     |
| 27                                                                      | Paulista                                                               | 9                                                                      | 10                                                                     | 2                                                                      | 3                                                                      | 5                                                                      | 12                                                                     | 15                                                                     | -3                                                                     |                                                                        |                     |
| 28                                                                      | Inter de Bebedouro                                                     | 8                                                                      | 10                                                                     | 2                                                                      | 2                                                                      | 6                                                                      | 14                                                                     | 17                                                                     | -3                                                                     |                                                                        |                     |
| 29                                                                      | Colorado Caieiras                                                      | 8                                                                      | 10                                                                     | 2                                                                      | 2                                                                      | 6                                                                      | 13                                                                     | 19                                                                     | -6                                                                     |                                                                        |                     |
| 30                                                                      | Tupã                                                                   | 8                                                                      | 10                                                                     | 2                                                                      | 2                                                                      | 6                                                                      | 9                                                                      | 20                                                                     | -11                                                                    |                                                                        |                     |
| 31                                                                      | Batatais                                                               | 7                                                                      | 10                                                                     | 2                                                                      | 1                                                                      | 7                                                                      | 8                                                                      | 18                                                                     | -10                                                                    |                                                                        |                     |
| 32                                                                      | União Mogi                                                             | 6                                                                      | 10                                                                     | 1                                                                      | 3                                                                      | 6                                                                      | 9                                                                      | 16                                                                     | -7                                                                     |                                                                        |                     |
| 33                                                                      | Mogi Mirim                                                             | 6                                                                      | 10                                                                     | 1                                                                      | 3                                                                      | 6                                                                      | 4                                                                      | 14                                                                     | -10                                                                    |                                                                        |                     |
| 34                                                                      | São Carlos                                                             | 4                                                                      | 10                                                                     | 1                                                                      | 1                                                                      | 8                                                                      | 3                                                                      | 21                                                                     | -18                                                                    |                                                                        |                     |
| 35                                                                      | Santacruzense                                                          | 1                                                                      | 10                                                                     | 0                                                                      | 1                                                                      | 9                                                                      | 0                                                                      | 30                                                                     | -30                                                                    |                                                                        |                     |
| 36                                                                      | ECUS                                                                   | -2                                                                     | 10                                                                     | 1                                                                      | 1                                                                      | 8                                                                      | 7                                                                      | 21                                                                     | -14                                                                    |                                                                        |                     |